# الرقم المفرد
في اللغويات الرقم المفرد والرقم الجماعي (اختصار sgv و col) هي مصطلحات تستخدم عندما يكون الرقم النحوي لعدة عناصر هو شكل غير ملحوظ من اسم، ويتم وضع علامة على اسم خصيصا للإشارة إلى عنصر واحد. عندما لغة باستخدام نظام جماعية فردي لا علامة على الجمع رقم علنا، وهذا النموذج يسمى تعددي.
هذا هو عكس نمط الجمع المفرد الأكثر شيوعاً، حيث اسم غير معلم عندما يمثل عنصر واحد، ويتم وضع علامة لتمثيل أكثر من عنصر واحد.
تنص لغة غرينبرغ اللغوية العالمية رقم 35 على أنه لا توجد لغة فردية بحتة-جماعية بمعنى أن الجمع هو دائمًا تعبير لاغوي ولا يعتبر المفرد مفردًا.

## أمثلة

### الويلزية مقابل الإنجليزية
الويلزية لديها نظامين من عدد النحوية، المفرد الجمع والجماعية-الفردية.منذ فقدان نظام الإيذاء من سلتيك في وقت سابق، وقد أصبحت الجمع لا يمكن التنبؤ بها ويمكن تشكيلها بطرق عدة: عن طريق إضافة لاحقة إلى نهاية الكلمة (الأكثر شيوعا -au)، كما هو الحال في صبي "الأب" و tadau "fathers"، من خلال طفرة حرف العلة، كما هو الحال في باخغن " بوي " و bechgyn "boys"، أو من خلال مزيج من الاثنين، كما هو الحال في chwaer "" وchwior ".الأسماء الأخرى تأخذ اللاحقات الفردية -yn (لأسماء الذكور) أو -en (لأسماء المؤنث).معظم الأسماء التي inflect وفقا لهذا النظام تعيين الكائنات التي كثيرا ما توجد في مجموعات، على سبيل المثال adar "الطيور / قطيع من الطيور"، aderyn "الطيور "؛ mefus "سرير من الفراولة ", mefusen "a فراولة"; مصنع "الأطفال", plentyn "طفل "؛ وcoed "غابة", coeden "شجرة".لا تزال الأسماء الأخرى استخدام لاحقات لكل من المفرد وصيغ الجمع (على سبيل المثال merlen "المهر "، merlod "المهور "، غير الموافر * merl غير موجود)؛ هذه هي مشابهة ل nouns شكلت من فئات أخرى من الكلمات (على سبيل المثال cardod "الخيرية " يؤدي إلى cardotyn "متسول " وddoodwyr "المتسولين").
شكل جماعي، مثل الويلزية موش «الخنازير» هو أكثر أساسية من شكل المفرد (mochyn «خنزير»). وهو عموماً الشكل الجماعي الذي يستخدم كمعدِّل مُعدل، مثل الموش السيج («لحم الخنزير»، «لحم الخنزير»). الشكل الجماعي لذلك مشابه في كثير من النواحي إلى اسم كتلة الإنجليزية مثل «الأرز»، الذي يشير في الواقع إلى مجموعة من العناصر التي يمكن عدها منطقيا. ومع ذلك، فإن اللغة الإنجليزية ليس لديها عملية إنتاجية لتشكيل الأسماء الفردية (مجرد عبارات مثل «حبة الأرز»). لذلك، لا يمكن أن يقال أن اللغة الإنجليزية لديها أعداد فردية.

### أخرى
وتتميز الوساية ببعض اللغات السامية والسلافية. 
في قواعد اللغة العربية، يطلق على المفرد اسم الوحدة، «اسم الوحدة».  يتكون من اللواحق ة و- ي -ī.  ينطبق الأول على الحيوانات والنباتات والأشياء الجامدة، مثل  قمح قمح «قمح»، قمحه قمح (ة) «حبة قمح»؛  شجر في قواعد اللغة العربية، يطلق على المفرد اسم الوحدة، «اسم الوحدة».  يتكون من اللواحق ة -و ي -ī.  ينطبق الأول على الحيوانات والنباتات والأشياء الجامدة، [1]  مثل  قمح قمح «قمح»، قمحه قمح (ر) «حبة قمح»؛  شجر شجرة (ة)  بقر بقر؛  بقرة بقرة (ة) «بقرة».  اللاحقة الأخيرة تنطبق على الكائنات الحساسة، على سبيل المثال، جند، جندي؛  جن (جماعي)، جني (مفرد)؛  زنج «افارقة سود» زنجى «افريقى اسود»
في اللغات السلافية الشرقية، والتي هي في الأساس من نظام الجمع المفرد، واللاحقة المفرد -ин-('-في'، الروسية'، -yn-'، الأوكرانية)، resp. '-والأساسي- '('-في'، البيلاروسية) يؤدي وظيفة الفردية لـ الأسماء الجماعية. Russian: gorokh (بازلاءs in mass) vs. goroshina (a single pea). Ukrainian: пісок/pisok (رمل) vs. піщина/pischyna (grain of sand). الروسية: غوروخ (البازلاء في الكتلة) مقابل غوروشينا (البازلاء واحدة). الأوكرانية: пасок/بيسوك (الرمال) مقابل піщина/pischyna (حبة الرمل)  Belarusian: бульба (بطاطسes in mass, e.g. as a crop or as a species) vs. бульбіна (one potato درنة نبات). Notice the affix '-a' in all these examples, which indicates the feminine form. Notice also that plural forms may be derived from these singulatives in a regular way: goroshina->. البيلاروسية: бульба (البطاطا في كتلة، مثلاً كمحصول أو كنوع) مقابل булбوكسيНа (درنة بطاطا واحدة). لاحظ الملصق '-a' في كل هذه الأمثلة، مما يشير إلى الشكل الأنثوي. لاحظ أيضا أن أشكال الجمع قد تكون مشتقة من هذه الفردية بطريقة منتظمة: بازلاء >بازيلاء (العديد من البازلاء)، الخ.
في كل من السلافية الشرقية والعربية، فإن الشكل الوَنَيَي يأخذ دائمًا على الجنس الأنثوي.  [الحاجة إلى الاستشهاد]
توجد علامات الوَيَلَغِيّة في جميع أنحاء لغات النيلو-الصحراء. ماجانغ، على سبيل المثال، لديه ŋɛɛti الجماعية «القمل»، ŋɛɛti ن 'القمل'. (بندر 1983:124).
في الهولندية، يتم أحيانا أشكال الفردية من الأسماء الجماعية من قبل النواقص«الحلويات، حلوى» → snoepje «الحلو، قطعة من الحلوى». هذه الوَنْجُلِيّاتِ يمكن أن تكون مُجَدَّدة مثل معظم الأسماء الأخرى: snoepjes «العديد من الحلويات، قطع من الحلوى». [الحاجة إلى الاستشهاد]

## فهرس
- Bender, M. Lionel. 1983. "Majang phonology and morphology". In Nilo-Saharan Language Studies, 114-147. East Lansing: Michigan State University.
- Corbett, Greville G. 2000. Number. Cambridge Textbooks in Linguistics. Cambridge University Press. (ردمك 0-521-33845-X)
- Tiersma, Peter Meijes. 1982. "Local and General Markedness." Language 58.4: 832-849